# 奶粉

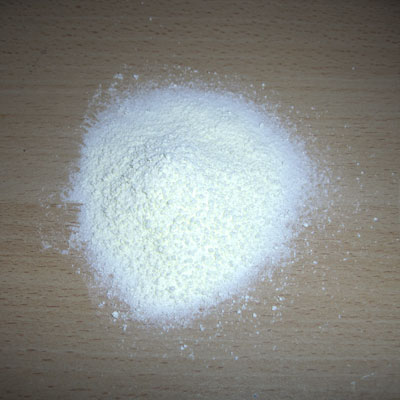
奶粉

奶粉、乳粉，日韓稱作粉乳，是指以牛、山羊等动物的乳汁为原料，经过消毒、脱脂、脱水、干燥等工艺制成的粉末。奶粉為再加工品，而非原態食物。
奶粉按生产工艺和添加材料的不同来分类，可分为调制奶粉和普通奶粉，脱脂奶粉等
按使用对象不同来分类，可分为婴儿奶粉、儿童奶粉、成人奶粉、孕妇用奶粉、老人型奶粉、宠物专用奶粉等。

## 歷史
- 馬可波羅寫過蒙古軍隊將脫脂牛奶曬乾的作為「一種糊狀物」，大約在13世紀忽必烈汗年代的時候。
- 1802年，俄羅斯醫生Osip Krichevsky發明了現代奶粉生產工藝。
- 1832年，第一個商業化量產奶粉的方法由俄羅斯化學家M. Dirchoff發明。
- 1837年，威廉·牛頓(William Newton)為真空脫水工序取得專利權。

- 1855年，T.S. Grimwade為奶粉生產工序取得專利權

## 常用的制作方法
1. 使用真空蒸发罐，先将牛奶浓缩成饼状，然后再干燥製粉；
2. 将经过初步浓缩后的牛奶摊在加热的滚筒上，剥下烙成的薄奶膜再制粉；
3. 美国人帕西于1877年发明的喷雾法。这种方法是先将牛奶真空浓缩至原体积的1/4，成为浓缩乳，然后以雾状喷到有热空气的干燥室里，脱水后制成粉，再快速冷却过筛，即可制为为成品。

## 现代商品级奶粉基本製程
1. 生乳採購
2. 過濾雜質
3. 脱脂
4. 加熱殺菌
5. 濃縮
6. 噴霧乾燥
7. 包装

## 用途
- 沖泡飲用（还原乳）
- 食品加工：作为牛奶成分的替代品，因为奶粉保存成本远低于鲜奶，在现代食品工业中，奶粉的应用规模远大于鲜奶
  - 罐裝飲料：咖啡牛奶、調味乳、奶茶……
  - 麵包、吐司、蛋糕、布丁、巧克力、餅乾、車輪餅、冰淇淋、煉乳、牛奶糖、玉米濃湯、麥片……
- 製藥（鈣片）
- 飼料：作为蛋白质类饲料饲喂产肉牲畜和产奶牲畜
- 有機肥料

## 常見品牌

### 中國大陆
鉴于2008年中国奶制品污染事件，中国大陆官方发布公告，因为发生三聚氰胺污染，撤销内蒙古伊利实业集团股份有限公司生产的“伊利”牌乳粉、山西古城乳业集团有限公司生产的“古城”牌乳粉、青岛圣元乳业有限公司生产的“圣元”牌乳粉中国名牌产品（驰名商标）称号。目前網路銷售，以目前最大的線上商城天貓來說，根據2014年6月4日的近30日銷量統計資料，奶粉網路銷售量最高的品牌前十名由高而低依序為君乐宝、雅士利、雅培、美赞臣、雀巢、聖元、完达山、明一、伊利以及施恩，而網路與零售銷售量最高的品牌，根據2014年5月的銷量統計資料，前十名由高而低依序為惠氏、美赞臣、多美滋、雅培、雀巢、貝因美、可瑞康、荷蘭乳牛、諾優能、特福芬
此为尚记录在“中国驰名商标”名单内的奶粉品牌
| 公司                       | 商标名称 | 认定商品       |
| -------------------------- | -------- | -------------- |
| 黑龙江飞鹤乳业有限公司     | 飞鹤     | 乳粉           |
| 黑龙江红星集团股份有限公司 | 红星     | 奶粉           |
| 完达山乳品有限公司         | 完达山   | 乳制品         |
| 西安银桥股份有限公司       | 秦俑     | 牛奶制品、奶粉 |
| 西安开心羊食品有限公司     | 开心羊   | 羊奶粉         |

被称为中国大陆“史上最严审查”的乳业新许可证审核终于尘埃落定。截止2014年5月29日,全国共有22个省份的82家企业重新获得生产许可证，未通过审查、申请延期和注销的企业51家。其中有14家转为生产婴幼儿配方乳粉基粉的企业,有23家申请延期审查,有5家未通过审查,有9家申请注销生产许可证。
| 公司                                              | 品牌名稱 | 主要生乳來源 |
| ------------------------------------------------- | -------- | ------------ |
| 上海熊猫乳品有限公司                              | 熊猫可宝 | 中國         |
| 青岛圣元乳业有限公司                              | 圣元国际 | 中國         |
| 山西古城乳业集团有限公司                          | 古城     | 中國         |
| 江西光明英雄乳业股份有限公司                      | 英雄     | 中國         |
| 光明乳业股份有限公司                              | 光明     | 中国         |
| 宝鸡惠民乳品（集团）有限公司                      | 惠民     | 中國         |
| 中澳合资多加多乳业（天津）有限公司                | 可淇     | 中國         |
| 内蒙古蒙牛乳业（集团）股份有限公司                | 蒙牛     | 中国         |
| 广东雅士利集团股份有限公司\山西雅士利乳业有限公司 | 雅士利   | 中國         |
| 湖南培益乳业有限公司                              | 南山倍益 | 中國         |
| 黑龙江省齐宁乳业有限责任公司                      |          | 中國         |
| 深圳金必氏乳业有限公司                            | 金必氏   | 中國         |
| 施恩（广州）婴幼儿营养品有限公司                  | 施恩     | 中國         |
| 广州金鼎乳制品厂                                  | 金鼎     | 中國         |
| 内蒙古伊利实业集团股份有限公司                    | 伊利     | 中國         |
| 烟台澳美多营养品有限公司                          | 澳美多   | 中國         |
| 青岛索康营养科技有限公司                          | 爱可丁   | 中國         |
| 西安市阎良区百跃乳业有限公司                      | 御宝     | 中國         |
| 烟台磊磊乳品有限公司                              | 磊磊     | 中國         |
| 上海宝安力乳品有限公司                            | 宝安力   | 中國         |
| 福鼎市晨冠乳业有限公司                            | 聪尔壮   | 中國         |

为保障婴幼儿配方奶粉质量安全，2016年3月15日，国家食品药品监督管理总局发布《婴幼儿配方乳粉产品配方注册管理办法》，该办法自2016年10月1日起施行。《办法》规定，在中国大陆生产销售，或者由境外企业生产，供中国大陆市场销售的奶粉需要经过食药监总局的注册，取代原来的备案制。每家企业原则上不得拥有超过3个配方系列、9种产品配方。同时规定产品标签标识不得使用虚假、夸大、违反科学原则或者绝对化的词语，不得涉及疾病预防，不得涉及治疗和保健功能。2018年1月1日起，所有在中国大陆销售的婴幼儿配方奶粉必须依法取得婴幼儿配方乳粉产品配方注册证书，并在产品标签和说明书中标注注册号才能销售。2018年1月1日前已批准生产销售的婴幼儿配方奶粉可销售至其保质期结束。与此同时，通过跨境电子商务零售进口的婴幼儿配方奶粉，也需要取得产品配方注册证书才能销售。2017年8月3日，国家食品药品监督管理局官方网站公布了首批获得婴幼儿乳粉配方注册的22个企业89个配方，其中外资企业5家，国内企业17家，蒙牛和其控股的雅士利共获得了7个配方系列、21个产品配方注册号，为数量最多。

### 新西兰品牌
| 公司           | 品牌名稱 | 主要生乳來源 |
| -------------- | -------- | ------------ |
| 阿旺特国际乳业 | 格旺特   | 新西兰       |
| 新西兰活力牧场 | 母傲     | 新西兰       |

### 港澳地区
| 公司                         | 品牌名稱         | 主要生乳來源       |
| ---------------------------- | ---------------- | ------------------ |
| 恆天然乳品（香港）有限公司   | 安怡、安滿、安佳 | 紐西蘭             |
| 大昌華嘉香港有限公司         | 桂格             | 美國               |
| 美國惠氏藥廠                 | 惠氏             | 美國               |
| 美贊臣營養品（香港）有限公司 | 美贊臣           | 荷蘭               |
| 美國雅培                     | 雅培             | 美國、紐西蘭及歐洲 |
| 紐西蘭驰爵国际集团           | 嘉贝母液         | 紐西蘭             |
| 菲士蘭坎皮納（香港）有限公司 | 美素佳兒         | 荷蘭               |
| 達能嬰幼兒營養品香港有限公司 | 牛欄牌           | 紐西蘭             |
| 雀巢香港有限公司             | 金裝能恩         | 德國               |
| 祺昌藥業有限公司             | 樂天             | 韓國               |

### 新加坡
| 公司   | 品牌名稱 | 主要生乳來源 |
| ------ | -------- | ------------ |
| 菲士蘭 | 子母     |              |

### 澳大利亚
| 公司             | 品牌名稱 | 主要生乳來源     |
| ---------------- | -------- | ---------------- |
| 農莊乳業有限公司 | 農佳美   | 澳大利亞及新西蘭 |

### 日本
| 公司             | 品牌名稱 | 主要生乳來源 |
| ---------------- | -------- | ------------ |
| 森永乳業株式会社 | 森永     |              |
| 明治乳業株式会社 | 明治     | 澳大利亚     |
| 雪印乳業株式会社 | 雪印     |              |
| 和光堂株式会社   | 和光堂   |              |